# Ryparosa kunstleri
Ryparosa kunstleri är en tvåhjärtbladig växtart som beskrevs av George King. Ryparosa kunstleri ingår i släktet Ryparosa och familjen Achariaceae. Inga underarter finns listade i Catalogue of Life.